# May Robson

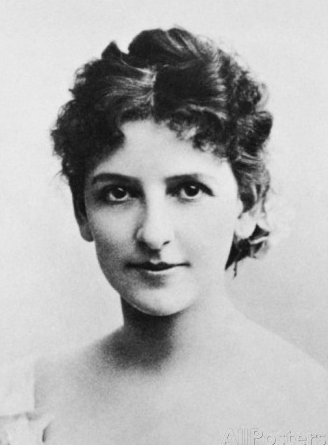
May Robson (vor 1910)

May Robson (* 19. April 1858 in Melbourne, Victoria; † 20. Oktober 1942 in Beverly Hills, Kalifornien; eigentlich Mary Jeanette Robison) war eine australische Schauspielerin. Sie ist die frühestgeborene Person, die jemals eine Oscar-Nominierung erhielt. Mit Filmen wie Lady für einen Tag und Leoparden küßt man nicht erreichte sie in den 1930er-Jahren größere Popularität.

## Leben und Karriere
May Robson wurde als viertes Kind von Captain Henry Robinson und seiner Frau Julia in Melbourne geboren. Ihr Vater war ehemals bei der britischen Royal Navy gewesen, ließ sich jedoch in Australien wegen seines schlechten Gesundheitszustandes in den Ruhestand nieder, und starb, als May Robson erst sieben Jahre alt war. Anschließend zog die Familie nach England. Im Alter von nur 16 Jahren heiratete sie in London ihren ersten Ehemann Charles Livingstone Gore, der mit ihr nach New York zog und dort schon 1882 verstarb. Ohne finanzielle Mittel und einen Ehemann musste sie ihre drei Kinder alleine durchbringen, wobei sie sich anfangs als Kunstlehrerin betätigte. 1883 wurde Robson dann zur Schauspielerin. Zwei ihrer Kinder starben an Diphtherie und Scharlach, nur der Sohn Edward Gore überlebte. 1889 heiratete sie in zweiter und letzter Ehe den Polizisten Augustus Homer Brown, mit dem sie bis zu dessen Tod 1920 verheiratet blieb.
In ihrer fast 60 Jahre andauernde Schauspielkarriere war sie die meiste Zeit Theaterschauspielerin. Robson war sowohl als Charakterdarstellerin als auch als Komödiantin erfolgreich, ebenfalls schrieb sie Theaterstücke. Zwischen 1888 und 1926 ist ihre Mitwirkung an über 20 Broadway-Produktionen belegt. Regelmäßig und von Erfolg geprägt waren vor allem ihre Zusammenarbeiten mit dem Theaterproduzenten Charles Frohman. Sie besaß später auch eine eigene Theaterfirma. 1908 soll sie erstmals in dem damals noch in den Kinderschuhen steckenden Medium Film aufgetreten sein, 1916 war sie Schauspielerin und Drehbuchautorin an dem Film A Night Out. Doch erst ab etwa 1926, als sich das Ende der Stummfilmära abzeichnete, arbeitete sie regelmäßig als Filmschauspielerin. In Cecil B. DeMilles Bibelfilm König der Könige hatte sie 1927 eine kleinere Nebenrolle als Mutter von Gestas.
Mit dem Anbruch des Tonfilms etablierte sie sich als eine der erfolgreichsten Hollywood-Darstellerinnen der älteren Generation. In Filmen wie Ich tanze nur für Dich, Wenn ich eine Million hätte oder Dinner um acht stellte sie meistens resolute ältere Frauen dar. Mit 75 Jahren wurde Robson 1933 für die Darstellung in Frank Capras Komödie Lady für einen Tag als Beste Darstellerin für den Oscar nominiert. In diesem Film spielte sie eine unwirsche ärmliche Apfelverkäuferin, die für den geplanten Besuch ihrer ihr unbekannten Tochter für einen Tag zur feinen Dame gemacht wird. Durch Lady für einen Tag war Robson für einige Jahre die älteste für den Oscar nominierte Person. Sie ist außerdem mit ihrem Geburtsjahr 1858 die frühestgeborene Person, die jemals eine Oscar-Nominierung erhielt. Auch in weitere Komödien war die beliebte Darstellerin in den folgenden Jahren zu sehen, etwa in Seine Sekretärin als Mutter von Clark Gable sowie in Leoparden küßt man nicht als Katharine Hepburns resolute Millionärstante. Häufig spielte sie strenge alte Damen mit gutem Herzen, etwa als Tante Polly in der 1938er-Verfilmung von Mark Twains Tom Sawyer. Auch in ernsteren Rollen war Robson regelmäßig zu sehen, etwa in der Literaturverfilmung Anna Karenina als Gräfin Wronski neben Greta Garbo sowie in Ein Stern geht auf als scharfzüngige Großmutter eines von Janet Gaynor verkörperten Filmstars. In der Kriminalkomödie Granny Get Your Gun spielte sie noch im Alter von 82 Jahren zusammen mit Harry Davenport die Hauptrollen.
Ihr letzter von über 60 Filmen war Joan of Paris mit Michèle Morgan und Paul Henreid. Er wurde in ihrem Todesjahr veröffentlicht. May Robson starb am 20. Oktober 1942 im Alter von 84 Jahren an einer Krebserkrankung. In ihrem Nachruf nannte die New York Times Robson die „Königinmutter der amerikanischen Bühnen und Filme“ ("dowager queen of the American screen and stage"). Sie ist auf dem Flushing Cemetery in Queens neben ihrem Ehemann Augustus Brown bestattet.

## Filmografie
- 1908: A Night Out; or, He Couldn’t Go Home in the Morning (Kurzfilm)
- 1916: A Night Out (auch Drehbuchautorin)
- 1920: Dr. Jekyll und Mr. Hyde (Dr. Jekyll and Mr. Hyde)
- 1926: Pals in Paradise
- 1927: Rubber Tires
- 1927: König der Könige (The King of Kings)
- 1927: The Rejuvenation of Aunt Mary
- 1927: The Angel of Broadway
- 1927: Sein Herzensjunge (A Harp in Hock)
- 1927: Turkish Delight
- 1927: Chicago
- 1928: The Blue Danube
- 1931: The She-Wolf
- 1932: Letty Lynton
- 1932: Feuerkopf (Red-Headed Woman)
- 1932: The Engineer’s Daughter; or, Iron Minnie’s Revenge (Kurzfilm)
- 1932: Strange Interlude
- 1932: Little Orphan Annie
- 1932: Wenn ich eine Million hätte (If I Had a Million)
- 1933: Men Must Fight
- 1933: Die weiße Schwester (The White Sister)
- 1933: Rendez-vous in Wien (Reunion in Vienna)
- 1933: Dinner um acht (Dinner at Eight)
- 1933: One Man’s Journey
- 1933: Herz zu verschenken (Beauty for Sale)
- 1933: Broadway to Hollywood
- 1933: Lady für einen Tag (Lady for a Day)
- 1933: The Solitaire Man
- 1933: Ich tanze nur für Dich (Dancing Lady)
- 1933: Alice im Wunderland (Alice in Wonderland)
- 1934: You Can’t Buy Everything
- 1934: Straight Is the Way
- 1934: Lady by Choice
- 1934: Mills of the Gods
- 1935: Grand Old Girl
- 1935: Vanessa, Her Love Story
- 1935: Die öffentliche Meinung (Reckless)
- 1935: Strangers All
- 1935: Age of Indiscretion
- 1935: Anna Karenina
- 1935: Three Kids and a Queen
- 1936: Seine Sekretärin (Wife vs. Secretary)
- 1936: The Captain’s Kid
- 1936: Am großen Strom (Rainbow on the River)
- 1937: Woman in Distress
- 1937: Ein Stern geht auf (A Star Is Born)
- 1937: Ein Kerl zum Verlieben (The Perfect Specimen)
- 1938: Toms Abenteuer (The Adventures of Tom Sawyer)
- 1938: Leoparden küßt man nicht (Bringing Up Baby)
- 1938: Vater dirigiert (Four Daughters)
- 1938: Über die Grenze entkommen (The Texans)
- 1939: Zum Verbrecher verurteilt (They Made Me a Criminal)
- 1939: Yes, My Darling Daughter
- 1939: The Kid from Kokomo
- 1939: Vier Töchter räumen auf (Daughters Courageous)
- 1939: Nurse Edith Cavell
- 1939: That’s Right – You’re Wrong
- 1939: Four Wives
- 1940: Granny Get Your Gun
- 1940: Irene
- 1940: The Texas Rangers Ride Again
- 1941: Four Mothers
- 1941: Der Dollarregen (Million Dollar Baby)
- 1941: Playmates
- 1942: Joan of Paris